# Réseau de bus SITUS
Le réseau de bus SITUS (Service Intercommunal des Transports UrbainS) est un réseau de transport de voyageurs par bus desservant le Val-de-Marne et la Seine-et-Marne, et plus particulièrement les communes de Sucy-en-Brie, Boissy-Saint-Léger, Ormesson-sur-Marne, Chennevières-sur-Marne, Noiseau, La Queue-en-Brie, Bonneuil-sur-Marne, Champigny-sur-Marne, Saint-Maur-des-Fossés et Pontault-Combault. Il travaille en collaboration avec deux transporteurs : la SETRA à Boissy-Saint-Léger et CEA Transports à Pontault-Combault.
Le réseau est géré par l'établissement public territorial Grand Paris Sud Est Avenir, créé le 1er janvier 2016, qui succède à trois intercommunalités supprimées à l'occasion dont l'ancienne Communauté d'agglomération du Haut Val-de-Marne.

## Histoire

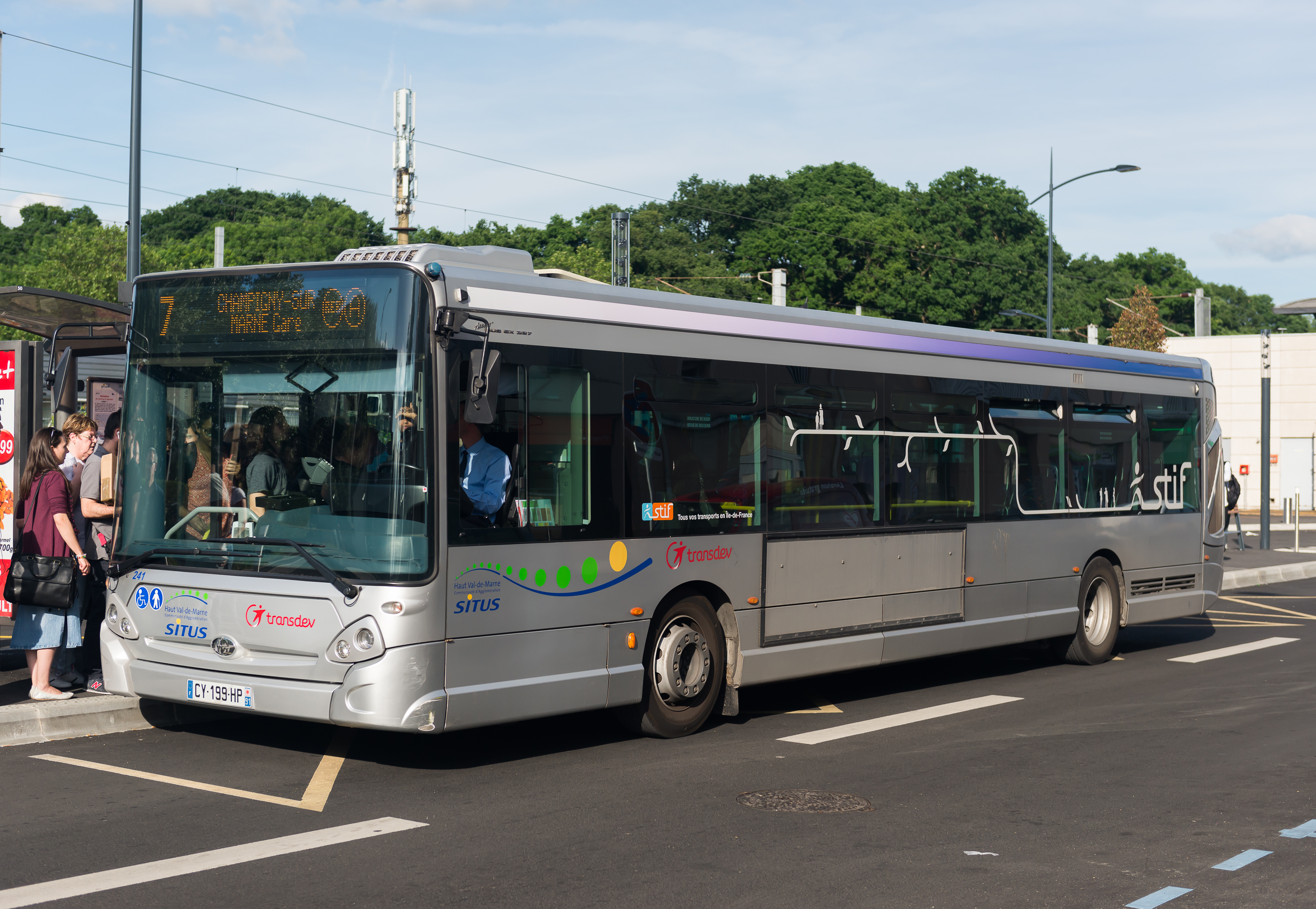
Un véhicule du réseau SITUS, exploité par Transdev en 2017 à Pontault-Combault.

- 20 décembre 1965 : la commune de Sucy-en-Brie crée son propre réseau de transport en commun et signe une convention avec les Autocars Briard.
- 16 juin 1967 : la SETRA succède aux Autocars Briard et assure l’exploitation du réseau de Sucy-en-Brie.
- 25 janvier 1970 : la ligne 10.03 (actuelle ligne 7) est créée.
- 22 mai 1970 : les communes de Noiseau et Boissy-Saint-Léger (16 novembre 1970) s'intègrent au réseau.
- 6 septembre 1974 : la ligne 10 est créée et Ormesson-sur-Marne est à son tour desservie par le réseau.
- 25 août 1977 : un arrêté préfectoral autorise la création du SITUS.
- Mars 1982 : la ligne 10.04 (actuelle ligne 8) est créée.
- 1er septembre 1984 : la ligne 9 est créée.
- 16 décembre 1988 : la ligne 201.14 (actuelle ligne 2) est créée.
- Décembre 1991 : La Queue-en-Brie rejoint le SITUS.
- 2 septembre 2013 : la ligne 6 voit ses terminus arrivés au port de Bonneuil-sur-Marne.
- 3 novembre 2014 : restructuration des lignes 2, 7 et 8. La ligne 2 est prolongée de La Queue-en-Brie jusqu'à la gare d'Émerainville - Pontault-Combault, la ligne 7 passe par le centre commercial Les 4 Chênes à Pontault-Combault et la ligne 8 est prolongée au centre commercial Pince-Vent aux heures creuses.
- 8 janvier 2018 : la deuxième phase de restructuration du réseau est entamée. La ligne 2 est renforcée le soir, la ligne 7 abandonne son tronçon entre la gare d'Émerainville - Pontault-Combault et le centre commercial des 4 Chênes, la ligne 8 voit toutes ses courses prolongées jusqu'au centre commercial Pince-Vent à La Queue-en-Brie en reprenant la desserte du lycée Champlain de la ligne 9 et la ligne 10 suit un itinéraire plus simple et direct en abandonnant la desserte du triangle des Cantoux et voit son terminus reporté au centre commercial Pince-Vent.
- 30 août 2021 : prolongement de la ligne 6 à la gare des Boullereaux-Champigny.
- 30 août 2021 : la ligne 9 est créée en remplacement d'une partie de la ligne 6.
- 1er août 2023 : Transfert au réseau de bus Marne et Seine de la quasi-totalité des lignes à l'exception des lignes 102 et 103[1].

## Lignes
| Ligne | Caractéristiques | Caractéristiques                                                                             | Caractéristiques                                                                             | Caractéristiques                                                                             | Caractéristiques                                                                             | Caractéristiques                                                                             | Caractéristiques                                                                             | Caractéristiques                                                                             | Caractéristiques                                                                             |
| 102   | (Circulaire) Moutier — Médiathèque ⥋ via les quartiers des Bergers, du Grand Val et du Fort | (Circulaire) Moutier — Médiathèque ⥋ via les quartiers des Bergers, du Grand Val et du Fort  | (Circulaire) Moutier — Médiathèque ⥋ via les quartiers des Bergers, du Grand Val et du Fort  | (Circulaire) Moutier — Médiathèque ⥋ via les quartiers des Bergers, du Grand Val et du Fort  | (Circulaire) Moutier — Médiathèque ⥋ via les quartiers des Bergers, du Grand Val et du Fort  | (Circulaire) Moutier — Médiathèque ⥋ via les quartiers des Bergers, du Grand Val et du Fort  | (Circulaire) Moutier — Médiathèque ⥋ via les quartiers des Bergers, du Grand Val et du Fort  | (Circulaire) Moutier — Médiathèque ⥋ via les quartiers des Bergers, du Grand Val et du Fort  | (Circulaire) Moutier — Médiathèque ⥋ via les quartiers des Bergers, du Grand Val et du Fort  |
| ----- | --- | -------------------------------------------------------------------------------------------- | -------------------------------------------------------------------------------------------- | -------------------------------------------------------------------------------------------- | -------------------------------------------------------------------------------------------- | -------------------------------------------------------------------------------------------- | -------------------------------------------------------------------------------------------- | -------------------------------------------------------------------------------------------- | -------------------------------------------------------------------------------------------- |
| 102   | Ouverture / Fermeture — / — | Longueur —                                                                                   | Durée —                                                                                      | Nb. d’arrêts 19                                                                              | Matériel —                                                                                   | Jours de fonctionnement Me, S                                                                | Jour / Soir / Nuit / Fêtes O / N / N / N                                                     | Voy. / an —                                                                                  | Dépôt Boissy-Saint-Léger                                                                     |
| 102   | Desserte : - Ville et lieux desservis : Sucy-en-Brie. |                                                                                              |                                                                                              |                                                                                              |                                                                                              |                                                                                              |                                                                                              |                                                                                              |                                                                                              |
| 102   | Autre : - Zone traversée : 4. - Arrêts non accessibles aux UFR : — - Amplitude horaire : La ligne est en service de 8 h 40 à 13 h 5, à raison d'un passage toutes les heures. - Particularités : La ligne est une des deux navettes gratuites dédiées à la desserte du marché de la ville. - Date de dernière mise à jour : 21 septembre 2021.  |                                                                                              |                                                                                              |                                                                                              |                                                                                              |                                                                                              |                                                                                              |                                                                                              |                                                                                              |
| 102   | Dernière actualisation : — |                                                                                              |                                                                                              |                                                                                              |                                                                                              |                                                                                              |                                                                                              |                                                                                              |                                                                                              |
| 103   | (Circulaire) Moutier — Médiathèque ⥋ via les quartiers du Fort, des Bruyères et du Petit Val | (Circulaire) Moutier — Médiathèque ⥋ via les quartiers du Fort, des Bruyères et du Petit Val | (Circulaire) Moutier — Médiathèque ⥋ via les quartiers du Fort, des Bruyères et du Petit Val | (Circulaire) Moutier — Médiathèque ⥋ via les quartiers du Fort, des Bruyères et du Petit Val | (Circulaire) Moutier — Médiathèque ⥋ via les quartiers du Fort, des Bruyères et du Petit Val | (Circulaire) Moutier — Médiathèque ⥋ via les quartiers du Fort, des Bruyères et du Petit Val | (Circulaire) Moutier — Médiathèque ⥋ via les quartiers du Fort, des Bruyères et du Petit Val | (Circulaire) Moutier — Médiathèque ⥋ via les quartiers du Fort, des Bruyères et du Petit Val | (Circulaire) Moutier — Médiathèque ⥋ via les quartiers du Fort, des Bruyères et du Petit Val |
| 103   | Ouverture / Fermeture — / — | Longueur —                                                                                   | Durée —                                                                                      | Nb. d’arrêts 23                                                                              | Matériel —                                                                                   | Jours de fonctionnement Me, S                                                                | Jour / Soir / Nuit / Fêtes O / N / N / N                                                     | Voy. / an —                                                                                  | Dépôt Boissy-Saint-Léger                                                                     |
| 103   | Desserte : - Ville et lieux desservis : Sucy-en-Brie. - Gare desservie : Sucy - Bonneuil. |                                                                                              |                                                                                              |                                                                                              |                                                                                              |                                                                                              |                                                                                              |                                                                                              |                                                                                              |
| 103   | Autre : - Zone traversée : 4. - Arrêts non accessibles aux UFR : — - Amplitude horaire : La ligne est en service de 9 h 10 à 12 h 35, à raison d'un passage toutes les heures. - Particularités : La ligne est une des deux navettes gratuites dédiées à la desserte du marché de la ville. - Date de dernière mise à jour : 21 septembre 2021. |                                                                                              |                                                                                              |                                                                                              |                                                                                              |                                                                                              |                                                                                              |                                                                                              |                                                                                              |
| 103   | Dernière actualisation : — |                                                                                              |                                                                                              |                                                                                              |                                                                                              |                                                                                              |                                                                                              |                                                                                              |                                                                                              |